# 巴布亚新几内亚银行
巴布亚新几内亚银行（英文：Bank of Papua New Guinea）：即巴新中央银行，成立于1973年，负责制定货币政策、监管其他商业银行并发行货币等职能。

## 相关链接
- 巴新中央银行官方网站 （页面存档备份，存于）